# 廣尾站 (北海道)

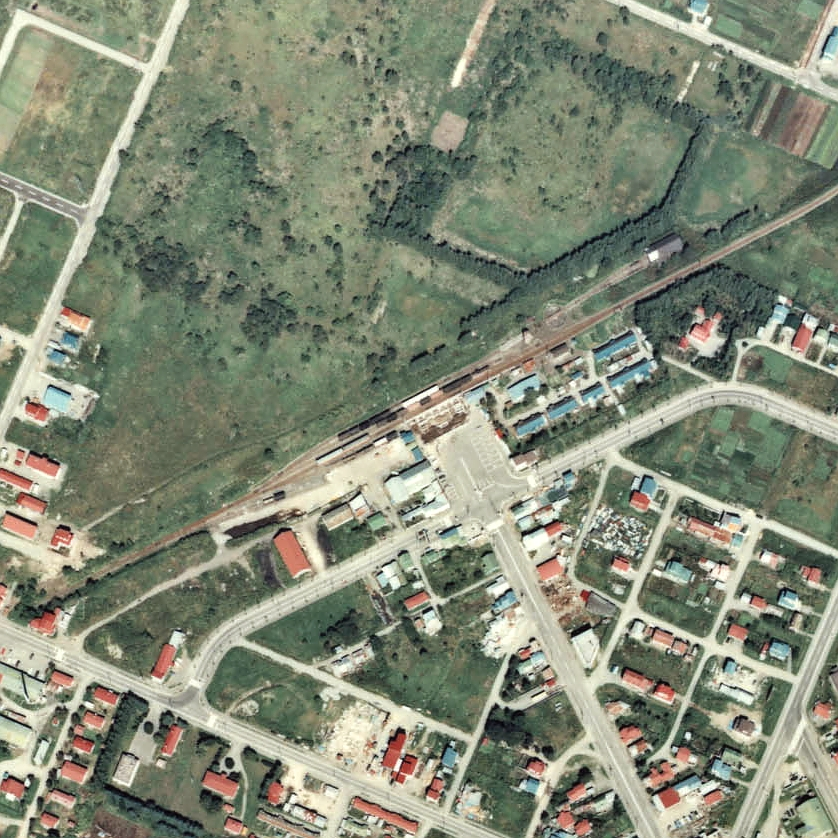
1977年的廣尾站與方圓約500米範圍。右邊是帶廣方向。

廣尾站（日语：／ Hiroo eki */?）是位於北海道廣尾郡廣尾町丸山通北2丁目，日本國有鐵道（國鐵）的廣尾線車站（廢站，終點站）。隨著廣尾線全線廢線，車站在1987年（昭和62年）2月2日廢除。

## 概要
廣尾線是從帶廣站出發，於十勝平原南下鋪設路軌，直至該地方唯一的港口十勝港。成為了一條很長的盲腸線。而當初的計劃是繼續從此站延伸，途經襟裳岬，連接日高本線的終點站樣似站。
有一段時期，此站成為最長單程車票的起終點。在宮脇俊三的著作《最長單程車票之旅》中，此站成為了起點站。

## 歷史
- 1932年（昭和7年）11月5日 - 國有鐵道廣尾線 大樹站至此站之間開通（廣尾線全線開通），此站啟用[1]。當時為一般車站[1]。
- 1977年（昭和52年）11月15日 - 車站大樓翻新。
- 1982年（昭和57年）9月10日 - 車站結束處理貨物[1]。
- 1984年（昭和59年）2月1日 - 車站結束處理行李[1]。
- 1987年（昭和62年）2月2日 - 廣尾線全線廢除，此站也廢除[1]。
- 2018年（平成30年）6月 - 車站大樓拆毀，同時重建新的候車室。

## 車站構造
截至車站廢除前，此站是地面車站，設有1面1線的單式月台。月台位於路軌東南方（廣尾方向的列車會開啟右邊車門）。旅客列車到發用的月台是在車站大樓旁邊的1號月台（上下行本線），另外設有沒有月台的2至4號線。在4號線的北邊設有水槽和轉車盤（轉車盤截至1983年（昭和58年）還存在）。站內設有車廠。1至4號線在西南方匯合，該處該調車線，同時也有路軌分支，連接起卸線和木材線。另外，1號月台靠邊路軌終端部分設有路軌分支，連接車站東南方的貨物月台（缺角式月台）和貨物側線。
此站是職員配置站。車站大樓位於站內南邊，鄰接月台中央部分。車站大樓在1977年（昭和52年）進行翻新為一座較現代的建築物。站內設有「我的旅程印章」。

## 站名的由來
車站名稱取自所在地名。地名源自阿伊努語的「ピロロ」，其意思是「在樹蔭下的地方」；或是「ピ・オロ」，其意思是「有石頭的地方」；或是「ピルイ・ペツ」，其意思是「磨刀石之河流」；或是「ピラ・オロ」，其意思是「在懸崖上」。

## 現況
在廢站後，廣尾町獲得車站大樓。在1987年（昭和62年）7月翻新為「廣尾町鐵道紀念館」。在舊車站大樓內設有展示區域，展出了當時使用的閉塞器、標記、維護路軌用具、鐵路用品、時間表、車站紀念章、相片和沿線模型等物品。車站紀念章方面，設置了告別班次運輸紀念等10種印章。檢票欄、舊月台側的槓桿架，以及車站招牌還存在。另一方面，路軌被撤走，變成停車場。
站內遺址建設了「鐵道紀念公園」。公園內放置了C11形蒸氣機車C11 176號機的車輪。另外6還有一個公園高爾夫設施。
在廢除後的車站大樓內，保存了KiHa22形柴油列車KiHa22 134，以及舊型號的客車、緩急車和貨車等車輛，後來由於車輛狀態惡化而撤走或拆毀。
在廢除後的車站大樓，成為了十勝巴士和JR北海道巴士的巴士總站一部分。大樓內設有售票櫃臺和十勝巴士廣尾詢問處，該處可購買硬式巴士車票。而JR北海道巴士巴士站停靠的路線，包括了日勝線（巴士站名：廣尾）和城際巴士（巴士站名：廣尾站）。從前此站成為連接JR北海道日高本線的中轉站，因此被視為自動車站，但是站內不可購買JR北海道巴士的車票。在國鐵時代車站廢除後，舊車站大樓成為了巴士候車室。
後來，由於車站大樓已經建成40年，建築物開始老化，內部有漏水的情況。考慮到今後的維護費用高昂，因此決定拆毀車站大樓，建設新的候車室。在2018年（平成30年）6月，新候車室開始動工，同年12月完成。廣尾線相關展品遷至至町立海洋博物館內的鄉土文化保存傳習館。

## 使用狀況
在1981年度（昭和56年度），1日平均上下車人次為234人。

## 車站周邊
- 北海道道414號廣尾停車場線
- 國道336號（日语：国道336号）
- 廣尾町公所
- 廣尾郵局
- 十勝港（日语：十勝港） - 車站東邊約1公里[3]。
- 十勝神社 - 在江戶時代創建。有350年以上的歷史，為十勝國的一宮。
- 廣綠寺
- 廣尾滑雪場 - 車站西南方約6公里[3]。
- 大丸山森林公園
- 大丸山 - 車站西北方約1公里[3]。觀賞杜鵑花的勝地，該處設有大丸山觀景台[2]。

## 巴士路線
- 從帶廣站巴士總站（日语：帯広駅バスターミナル）乘坐十勝巴士廣尾線，需時約2小時20分鐘，在「廣尾」巴士站下車。
- 從樣似（舊樣似站）乘坐JR北海道巴士日勝線（日语：日勝線），需時約2小時，於終點站「廣尾站」下車。
- 從JR札幌站乘客JR北海道巴士高速廣尾Santa號（日语：日勝線），需時約4小時20分鐘，於「廣尾站」下車。

## 相鄰車站
日本國有鐵道
廣尾線
新生－廣尾

## 注腳
1. 1 2 3 4 5 6 7  石野哲（編）. . JTB. 1998: 891. ISBN 978-4-533-02980-6 （日语）.
2. 1 2 3  《終着駅 国鉄全132》雄雞社，1980年10月，40-41頁。
3. 1 2 3 4 5 6 7 8  《国鉄全線各駅停車1 北海道690駅》小學館，1983年7月，140頁。
4. 1 2 3 4  三宅俊彥《廃線終着駅を訊ねる 国鉄・JR編》JTB出版，2010年4月，32-33頁。
5. 1 2  白川淳（監修）《全国保存鉄道III 東日本編》JTB出版，1998年11月，68頁。
6. 1 2 3  本久公洋《北海道の鉄道廃線跡》北海道新聞社，2011年9月，192-193頁。
7. ↑  《鉄道廃線跡を歩くVI》JTB出版，1999年3月，40-41頁。
8. 1 2  . 十勝毎日新聞 (十勝毎日新聞社). 2018-02-25  [2021-05-23]. （原始内容存档于2022-01-06） （日语）.